# Кагул (езеро)
Кагул (на украински: Кагул; на румънски: Lacul Cahul; на руски: Кагул) е крайречно езеро в югозападната част на Одеска област в Украйна и най-южната част на Молдова, разположено покрай левия бряг на река Дунав.
Дължина 13 km, ширина 6 – 11 km, дълбочина до 7 m. Езерото се състои от тясна (до 1 km) и дълга (13 km) северна част и широка (до 11 km) южна част. Бреговете му са слабо разчленени и песъчливи, а дъното е покрито с тънък слой от сива тиня. От север в него се влива река Кагул. Има предимно снежно и дъждовно подхранване. Наблюдават се значителни сезонни колебания на площта и нивото му, като площта му по време на маловодие силно намалява, а дълбочината му става едва 1,5 – 2 m. На юг чрез протока Векита се свързва с река Дунав и близките крайречни езера Кугурлуй и Ялпуг.
В най-северната му част, по брега му, на протежение от около 7 km преминава участък от държавната граница между Украйна и Молдова. На около 3 km западно от него е разположен украинският град Рени.